# Polin

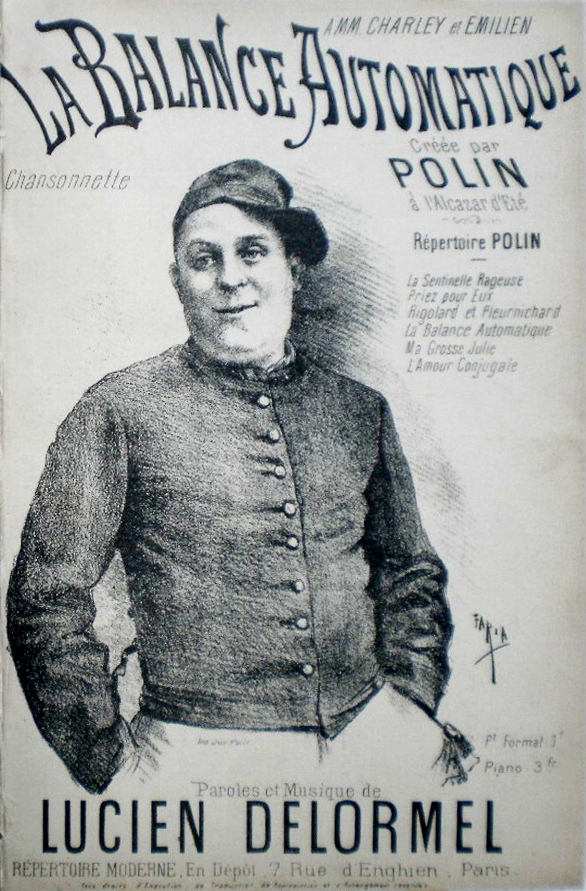
Ilustración de La Balance automatique, canción de Polin.

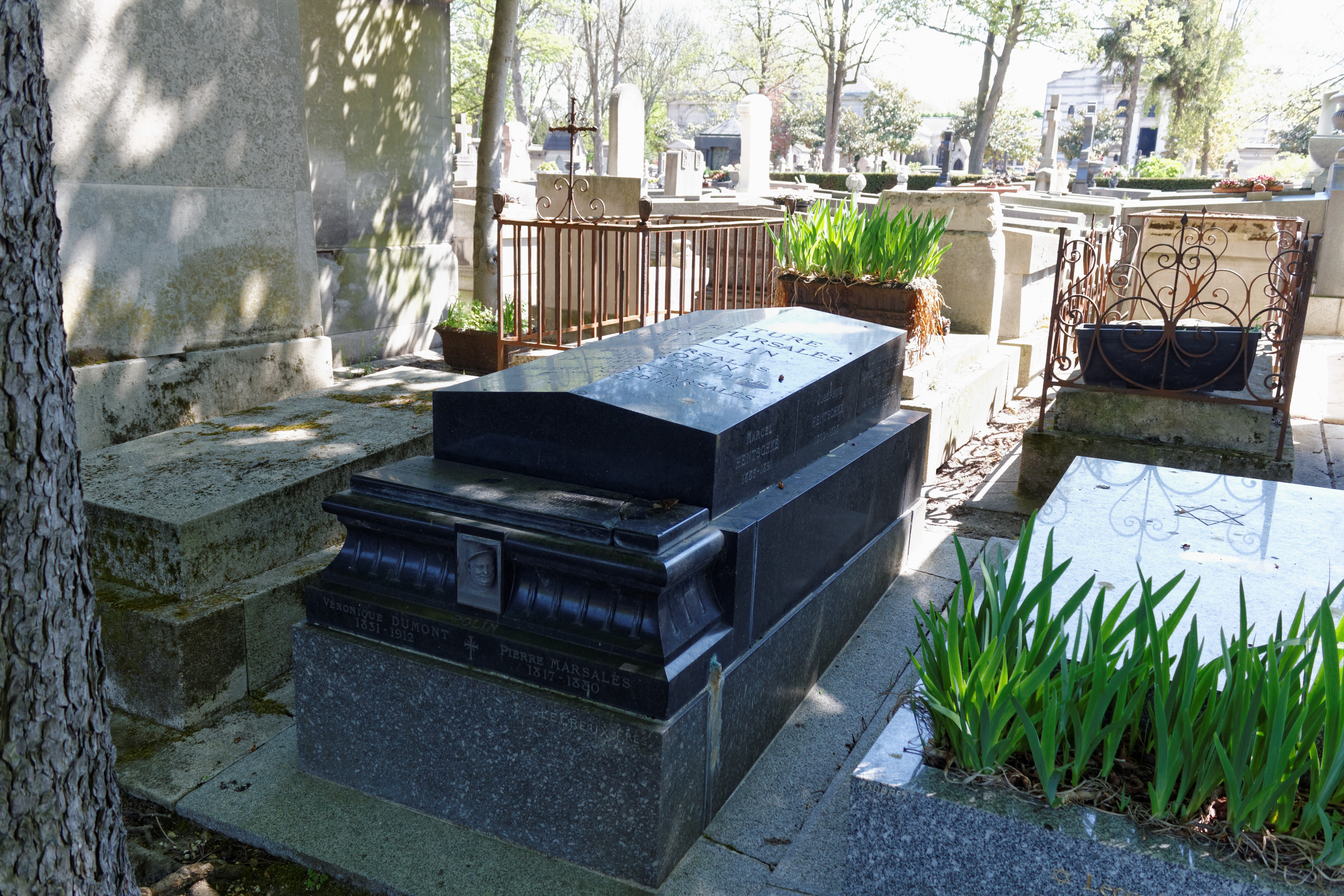
Tumba de Polin.

Pierre Paul Marsalès, más conocido como Polin (13 de agosto de 1863 - 8 de junio de 1927), fue un actor y cantante de café-concert de nacionalidad francesa.

## Biografía
Su verdadero nombre era Pierre-Paul Marsalès, y nació en París, Francia. Polin debutó en París actuando en salas de barrio (Concert de la Pépinière, 1886 ; Concert du Point du Jour) antes de trabajar en locales más importantes como el Éden-Concert o el Alcazar d'été. 
Conseguida la notoriedad, cantó en el café-concert) Les Ambassadeurs y después, y durante veinte años, en la sala Scala de París. Se especializó en interpretar soldados cómicos, un personaje con el que ya había sobresalido Éloi Ouvrard. Sus mayores éxitos fueron Le P'tit Objet (de Vincent Scotto), La Caissière du Grand Café, L'Ami Bidasse, Suzon la blanchisseuse y La Petite Tonkinoise (primer éxito de Vincent Scotto). Los cómicos de troupes de la siguiente generación, entre ellos Bach (Charles-Joseph Pasquier), Raimu o Fernandel, se inspiraron en él. 
A partir de 1910 Polin también actuó en el cine y el teatro, destacando su intervención en la pieza teatral Le Grand Duc, de Sacha Guitry, en 1921.
Sus interpretaciones eran sobrias y llenas de matices y sutilezas, algo que estaba en contraste con la tradición del género del café-concert.
Polin falleció en La Frette-sur-Seine, Francia, a causa de una enfermedad cardiaca. Fue enterrado en el Cementerio del Père-Lachaise. Louis Leplée, director de cabaret y descubridor de Édith Piaf, era su sobrino.

## Teatro
- 1907 : Son Petit Frère, de André Barde, música de Charles Cuvillier, Teatro des Capucines
- 1909 : Les Deux Visages, de Fernand Nozière, Teatro Michel
- 1913 : Un jeune homme qui se tue, de Georges Berr, Teatro Femina
- 1917 : Son Petit Frère, de André Barde, música de Charles Cuvillier, Teatro Édouard VII
- 1921 : Le Grand Duc, de Sacha Guitry
- 1925 : Une femme, de Edmond Guiraud, Teatro Fémina

## Filmografía
- 1905 : L'Anatomie du conscrit, de Alice Guy
- 1910 : Vitellius, de Henri Pouctal
- 1914 : Papillon dit Lyonnais Le Juste, de Henri Pouctal